# Nine Dragons
Nine Dragons is een thriller uit 2009 van de Amerikaanse detectiveschrijver Michael Connelly. Het is het veertiende boek waarin detective Harry Bosch de hoofdrol speelt.
Het verhaal speelt zich voor een groot deel af in de wijk Kowloon in Hongkong. De Engelse vertaling van Kowloon is Nine Dragons (negen draken).

## Verhaallijn
Het verhaal begint met de moord op Mr. Li van 'Fortune Liquors'. Detective Harry Bosch houdt zich bezig met de zaak.
Al snel komt Harry op het spoor van de Triads, een Chinese bende van afpersers. Als er een verdachte gearresteerd wordt blijkt de dochter van Harry, die met haar moeder in Hongkong woont, te zijn verdwenen. Harry ontvangt een video van de ontvoering van zijn dochter, Madeline, op zijn telefoon. Harry beslist om vrijwel direct naar Hongkong te gaan om zijn dochter te gaan zoeken. De video biedt hem wat aanknopingspunten.
In Hongkong wordt hij van het vliegveld opgehaald door zijn ex-vrouw en haar nieuwe vriend Sun Yee. Sun Lee is een beveiligingsmedewerker van het casino waar Harry's ex-vrouw, Eleanor, werkt. Naar aanleiding van de aanknopingspunten in de video hebben Harry, zijn ex-vrouw en Sun Lee gelokaliseerd waar Madeline wordt vastgehouden. Op de vijftiende verdieping van een hotel in Kowloon. Om in het hotel te komen waar Madeline zich bevindt moet Harry een kamer huren om toegang te krijgen tot de vijftiende verdieping. Daar aangekomen, zonder Sun Yee die op de volgende lift moet wachten, is Madeline verdwenen uit het hotel. Wel vinden ze een doek met wat bloed erop. Eleanor vermoedt dat er bloed is afgenomen om Maddies organen te 'matchen' met eventuele kopers.
Gedesillusioneerd lopen ze terug naar de lift. Op de gang echter komen twee Chinese mannen die beginnen te schieten. Harry duwt Eleanor opzij om haar te beschermen tegen de regen van kogels en opent zelf het vuur. Bij deze actie komt Eleanor om het leven evenals de twee Chinese mannen. Na de schietpartij komt Sun Yee de lift uit en ziet dat Eleanor overleden is. Hij ziet aan de twee mannen dat zij geen lid zijn van de Triad bende en concludeert dat dit een roofoverval moet zijn geweest.

## Personages
Hoofdpersonen in Nine Dragons
- Ignacio Ferras - Bosch' huidige partner
- Eleanor Wish - voormalig FBI-agente en Bosch' ex-vrouw
- Madeline Bosch - Bosch' dochter
- Sun Yee - Eleanors vriend

Overige personen
- David Chu - LAPD Detective van de AGU 'Asian Gang Unit'
- Mickey Haller - advocaat en Bosch' half-broer
- John Li - eigenaar van Fortune Liquors
- Robert Li - John Li's zoon en manager van Fortune Fine Foods & Liquor
- Mia Li - John Li's dochter
- Bo-Jing Chang - verdachte van de moord op John Li
- Larry Gandle - baas van Bosch bij de LAPD
- He Qingcai - vriendin van Madeline
- Peng "Quick" Qingcai - oudere broer van He
- Eugene Lam - assistent-manager van Fortune Fine Foods and Liquor